# 09式军用霰弹枪
09式军用散弹枪（QBS-09，QBS为源自官方翻译的拼音「枪—步—散弹」（Qīngwuqi Bùqiāng Sǎndàn）的类别代码，照正常而言的拼音是「2009式军用散弹枪」（Sǎndàn Bùqiāng Qiāng, 2009），全称：09式18.4毫米军用散弹枪，亦简称09式散弹枪，以下简称为QBS-09）是一款由中國北方工业公司所研制和生產的半自動霰彈槍（戰鬥散彈槍），发射12鉛徑散彈（包括中国产的09式杀伤散弹）。

## 历史
2009年，军用戰鬥散彈槍系统通过了设计定型，正式命名为「QBS-09式18.4毫米军用散弹枪」，被列为中国人民解放军制式装备。

## 设计细节
QBS-09采用氣動式操作原理，闭锁机构为轉拴式槍栓，击发方式為回转式击锤。其采用国际通用的12号（18.4毫米）散彈槍鉛径，必要时可发射各种民用散弹，有利于战时弹药的补充和保障，同时也对于拓宽中国军事贸易出口有利。该枪采用容弹量5发的管式弹仓供弹。
全枪金属材料采用黑色磷化和硬质阳极氧化等表面處理工艺，表面呈啞光色。手枪握把、护木等零部件采用工程塑料，不易滑手的粗砂面表面使握持时非常牢固。全枪由机匣组件、枪机组件、发射机组件、枪管组件、槍托组件、机械瞄具等六大部件组成。

### 机匣组件
QBS-09的机匣采用轻质高强度铝合金材料制成，既保证了机匣的强度，也有利于减轻全枪质量。管式弹仓通过螺纹固定在机匣前部。起供弹作用的定位板、阻弹齿、托弹板安装在机匣内部。
枪尾部件包括枪机缓冲机构、槍托连接机构及枪身缓冲机构。特别值得一提的是其创新设计的枪身缓冲机构。为了降低射击时后座力对使用者的冲击，设计者们创造性地在机匣尾部设计了缓冲弹簧，枪身在射击时相对于枪托后坐一段距离，其后座能量被缓冲弹簧吸收一部分，从而极大降低了使用者可感受的后座力。枪尾部件亦设有枪背带环。

### 枪机组件
QBS-09采用轉拴式槍栓闭锁方式，枪机上具有两个大型鎖耳（英語：Lug），这样保证了枪机强度的同时也便于加工。其机头加装在枪机机框前面，较长的击针装在枪机机框及枪机中间的击针通孔中，枪机机框上的击针销对击针起到定位作用，也不起到到位保险作用，即只有当枪机机框完全复进到位时，击针头部才能从枪机前端伸出，否则击针头部无法从枪机前端伸出。即使击锤被解脱并向前回转打击击针，因击针头部未从枪机前端伸出，故无法打击底火，从而形成保险。
QBS-09亦采用了创新性的圆环形活塞设计。采用氣動式自动方式的枪械必需利用活塞来完成推动枪机机框及枪机后坐，但活塞的位置及开关设计结构复杂。如采用了双活塞设计的伯奈利M4 Super 90就为了安装这两个细长的活塞杆，而在其枪管下方、导气箍后面另外焊接了一个圆管。而QBS-09采用的圆环形活塞直接套在管式弹仓外部，然后通过类似传统泵动霰弹枪结构的两根枪机操作连杆与机框相连，这种设计简化了枪械结构。
调节塞装于导气箍内，有三档位置可调。在下护木前端面左侧的数字0、1、2所分别对应的是导气孔关闭状态、小气孔状态及大气孔状态状态。其中大气孔状态主要在扬尘等恶劣环境使用，小气孔状态则为正常条件下使用，而闭气状态则为发射能量较低的特种弹药。在进行武装泅渡前也需要调节到封闭气室位置，使泥沙很难进入导气室，避免导气室内泥沙沉积。射击前再调节到大气孔或小气孔位置即可。
拉机柄设置在机匣右侧，采用长杆式外形，方便操作使用。拉机柄在设计时充分考虑到了实用性，拉机柄头部带有一个圆形凹槽，类似于弹壳的底缘，在分解武器时，将该凹槽抵在发射机轴的边缘上向外拉，就可以拔出发射机轴；而拉机柄的尾端直径较小，采用平头设计，可以作为冲子使用，用于冲出销钉。这样的设计减少了随枪附件。

### 发射机组件
QBS-09为单发射击、回转式击锤击发机构，扳机后端设有击发阻铁，当击锤被击发阻铁扣住呈待击状态时，扣动扳机即可击发。射击过程中，枪机后坐压倒击锤，击锤则被单发阻铁扣住，与击发阻铁不接触联系。此时若想射击，只有松开扳机，扳机推单发阻铁释放击锤，同时击锤被击发阻铁扣住而呈待击状态，再扣动扳机则进入下一个射击循环。
手动保险设于扳机护圈左侧后上方，握持握把的大拇指可以方便地操作。手动保险处于水平位置时为保险状态，处于竖直位置时为射击状态，在射击状态下方设有红色圆点，以提醒使用者注意。
供弹杆与托弹板后部铰接在一起，其功能接近传统管状弹仓泵动式散弹枪，通过枪机机框压倒或放开供弹杆的上部突起，使托弹板下转或上抬，用于完成放开弹仓尾部、供弹等动作。枪机机框向前复进过程中，其下部的凹槽撞击供弹杆上部的突起，使供弹杆向前下方运动，供弹杆便带动托弹板后部向下，迫使其前端上抬，若此时托弹板上方有散弹，则散弹被托弹板向上送至枪机前部，并被向前复进的枪机推进弹膛，完成供弹动作。
托弹板还起到無彈後定作用。当发射完弹仓内最后一发散弹时，枪机后坐，定位板会弹出而卡住托弹板，使其不能上抬。供弹杆上的突出部与枪机机框下方的缺口扣合而将枪机阻于后方以实现空仓挂机，这是传统管状弹仓泵动式散弹枪所没有的功能。
而只需按压机匣右侧前方的阻弹齿按钮，即可解脱空仓挂机。
手枪握把采用工程塑料，不易滑手的粗砂面表面。中空设计使其可以内装通条等附件。

### 枪管组件
QBS-09的枪管长度为382毫米（15.04吋），内膛表面采用镀镍磷合金处理工艺，避免了以往枪管内膛镀铬造成的环境污染。
导气箍左右两侧安装有与95式枪族通用的燕尾槽式导轨，其上可以加装战术强光灯和QM/QMJ雷射瞄准器等。准星座下亦设有枪背带环，加上枪尾部件的枪背带环就可使用QBZ-95-1的多功能枪背带。

### 护木
QBS-09的上、下护木采用工程塑料，不易滑手的粗砂面表面。它们相互扣合并通过护木销与枪管部件连接在一起。并且采用了上护木支撑下护木的结构
以加强下护木刚度。

### 可伸缩式枪托组件
QBS-09的可伸缩式槍托具有三档可调位置，以满足不同身高使用者的需要。枪托展开时全枪长896毫米（35.28英吋），收缩时则为709毫米（27.91英吋）。伸缩枪托的机构参考了HK MP5冲锋枪的伸缩式枪托，并在机匣尾部上方设有一个定位卡笋，逆时针旋转该定位卡笋，可以将枪托拉出，枪托拉出到位后定位卡笋自动弹回原位。枪托底板面积较大，橡胶材料硬度适中，有利于提高射击时的舒适性。枪托底板采用多孔式设计，有利于增强枪托底板的缓冲性能。

### 机械瞄具
QBS-09的两个缺口式照门设在机匣后上部的L形翻转式表尺上，分别对应50公尺（54.68码，164.04英尺）及100公尺（109.36码，328.08英尺）射程。表尺亦可调整风偏，在调整时压下表尺座右侧的调整盘固定销，并转动调整盘即可。调整盘上共有8个刻度，每转动一个刻度对应50公尺处的瞄准点偏移12毫米（0.47英吋）。
片状准星外侧加装有准星护圈，可防止准星受损和变形。准星护圈两侧各设有一个盲孔可供安装氚光管用于夜间瞄准。由于其照门缺口设计得较宽，夜间使用时，如果通过照门缺口恰能看到准星护圈上的两个氚光点，就表示已正确瞄准。
机匣顶部具有与95式枪族通用的燕尾槽式导轨，可以加装各种光学瞄准镜，包括白光瞄准镜、微光瞄准镜和全息衍射瞄准镜。

## 射击过程
当膛内有弹且击锤呈待击状态时，扣动扳机，扳机后端的击发阻铁解脱击锤，击锤回转打击击针，弹丸在引燃发射药的火药燃气的作用下在枪管内向前加速运动，并在通过导气孔后，让火药燃气进入导气箍气室内并推动活塞带动枪机机框加速向后运动。
枪机机框走完开锁前自由行程后，其开锁螺旋面驱动机头回转开锁，开锁后枪机随枪机机框一起后坐。枪机后坐一段距离后，右侧的活塞连杆凹槽后退到一定位置并给定位板让位，控制出弹的定位板在簧力作用下弹出，从而使弹仓内的次一发弹进入托弹板，而阻弹齿则恢复原位阻档了下一发弹从弹仓内弹出。同时枪机机框在后坐过程中完成压倒击锤、抛壳、压缩复进簧等动作，击锤压倒后被单发阻铁扣住。
枪机机框后坐到位后，在复进簧的作用下开始复进，复进一段距离后枪机机框通过下部的凹槽撞击供弹杆，带动托弹板前部上抬使霰弹藥筒头部对正弹膛，枪机继续复进完成推弹入膛动作。枪机复进到位后，在枪机机框闭锁螺旋面的驱动下回转闭锁。闭锁后，枪机机框继续复进到位。此时击锤仍被单发阻铁扣住，若要再次击发，必须松开扳机，使单发阻铁松开击锤，同时击锤被扳机上的阻铁头扣住呈待击状态。再次扣动扳机，便进入下一个射击循环。

### 装弹及退弹
QBS-09的装弹口设置在机匣底部、扳機護環前方。弹仓内散弹数量少于一定数量时，可随时向弹仓内补充弹药。此外还有弹匣半自动原型版本，该原型的弹匣最大可装填11发散弹（即弹匣内10发，弹膛内1发）。
当弹膛及弹仓内有散弹而需要全部取出时，只需拉枪机向后使枪弹一发一发从抛壳窗抛出即可。如果只需要取出弹膛内的散弹而不取出弹仓内的弹时，应用手指压住阻弹齿按钮的同时后拉枪机，此时弹膛内的散弹则被抽壳钩抽出，弹仓内的散弹则被阻弹齿挡住而不能弹出。

## 性能特点
根据“轻兵器”网站的描述，QBS-09具有以下性能特点：
1. 有效射程长：有效射程达到100米（109.36码，328.08英尺），而国外散弹枪有效射程一般为50米（54.68码，164.04英尺），有效射程方面实现双倍的上升，成为目前世界上有效射程最远的军用散弹枪；杀伤霰弹的弹丸数量为14粒，亦成为目前世界已装备的军用散弹弹丸数量之最，具有很高的侵彻威力。
2. 机动性能好：全枪质量及长度比国外几种战术／战斗散弹枪为小，机动性能好。
3. 可靠性好：中国军用散弹枪可靠性好，通过了扬尘、淋雨、浸河水等恶劣环境试验的考核。

## 技术创新
在研制QBS-09系统的过程中，有多项技术创新。
1. 有效射程的突破，主要得益于弹丸采用高密度钨合金和高速散弹发射技术，提高了弹丸的存速能力，从而使散弹的有效射程得以提升。一般散弹，例如美军用作杀伤性弹药的00号鹿弹的弹丸通常采用密度为7.8克／立方厘米的钢或密度为11克／立方厘米的铅合金制造，枪口初速一般在335～370米／秒（1,099.1～1,213.94英尺／秒）之间，外弹道特性差劣，难以提高有效射程。而18.4毫米杀伤散弹弹丸采用了密度达到19克／立方厘米的高密度钨合金，枪口初速达420米／秒（1,377.98英尺／秒），大大提高外弹道性能，从而使有效射程得以提升。
2. 包容式弹托结构，增设杯托、底垫并将铝制杯托、底垫和低密度聚乙烯弹托注塑为一体式，解决了发射钨合金球形弹丸对枪膛磨损以及弹托气化的技术难题。
3. 枪身与枪托弹性联接的缓冲结构，抵肩射击时，枪身相对于枪托可后坐一段距离，能有效降低可感后坐，解决了发射高速散弹后坐力大的技术难题。
4. 管式弹仓外套环形活塞的结构使全枪结构更为紧凑，动力协调，保证了自动机运动的稳定性。
5. 在表面處理工艺方面，枪管内膛采用更为环保的镀镍磷合金处理工艺，避免了内膛镀铬所造成的环境污染。

## 使用者
- 柬埔寨
- 中华人民共和国
  - 中国人民解放军
  - 中国人民武装警察部队

## 流行文化

### 电子游戏
- 2007年—：最早於日本版2015年8月26日時推出。命名為「QBS-09」。港台地區於2015年9月1日推出；中國大陸地區於2015年9月2日推出。奇怪地沒有無彈後定，在空倉重新裝填後，玩家角色不會為槍械上膛，而且武器模組採用鏡像佈局（右手持槍時，拋殼口和拉機柄在左邊）。
- 2011年—《光荣使命》
- 2013年—：命名為「QBS-09」（中文版則命名為「QBS09式軍用霰彈槍」），預設發射12G鹿彈，被歸類為霰彈槍，載彈量5+1發，最高攜彈量為36發（單人模式），槍身印有「中国特种部队」的字樣。空倉重新裝填時，玩家角色會先把一發霰彈塞進拋殼口上膛，然後再把其餘的霰彈往彈倉內裝填。單人模式之中於完成「上海突圍」（Shanghai）戰役後解鎖並且可由美国海军陆战队精英小隊「墓碑」隊長丹尼爾·雷克（Daniel Recker）所使用；聯機模式時為所有兵種的解鎖預設武器包武器之一，於達到35,000點支援兵（Support Class）得分時才能解鎖，並可以使用鴨嘴防火帽、土狼、雷射瞄準器、寛型握把、全收束器、JGM-4（放大4倍）、斜視金屬瞄準器、直角握把、12G重彈頭、HD-33、放大鏡（放大2倍）、改良收束器、12G鏢彈、稜鏡（放大3.4倍）、舒適握把、手電筒、12G破片彈以及七件戰鬥包附件（FLIR（紅外線放大2倍）、ACOG（放大4倍）、制動器、全像、折疊握把、馬鈴薯握把、直立握把、綠點雷射瞄準器、紅外線夜視鏡（紅外線放大1倍）、眼鏡蛇、M145（放大3.4倍）、防火帽、雷射／燈光組合、PKA-S、PK-A（放大3.4倍）、PSO-1（放大4倍）、反射式、戰術燈、三光束雷射當中之七）。
- 2013年—：最早於中國大陸版2015年9月23日時推出。命名為「QBS-09」。
- 2015年—《小兵步槍》：供彈方式為管式彈倉型；奇怪地使用管式彈倉型5發彈倉，卻可填裝10發。

## 資料來源
1. 1 2 3 4  .   [2013-10-11]. （原始内容存档于2015-06-10）.
2. 1 2 3 4 5 6 7 8 9 10  .   [2013-10-11]. （原始内容存档于2014-07-15）.
3. ↑  異說為400毫米（15.75吋）。槍炮世界—QBS09式军用霰弹枪 （页面存档备份，存于）

## 外部連結
- （英文）—Modern Firearms—QBS-09 semi-automatic shotgun（页面存档备份，存于）
- （英文）—The Firearm Blog.com—China’s QBS 09 Semi-automatic Shotgun（页面存档备份，存于）
- （英文）—Chinese Military Review－People's Liberation Army's QBS-09 18.4mm Semi-Automatic Shotgun（页面存档备份，存于）
- （英文）—weaponsystems.net—QBS09（页面存档备份，存于）